# Saida herrigi
Saida herrigi is een mosselkreeftjessoort uit de familie van de Saididae. De wetenschappelijke naam van de soort is voor het eerst geldig gepubliceerd in 1975 door Key.